# Acutiserolis neaera
Acutiserolis neaera är en kräftdjursart som först beskrevs av Frank Evers Beddard 1884.  Acutiserolis neaera ingår i släktet Acutiserolis och familjen Serolidae. Inga underarter finns listade i Catalogue of Life.